# Ilya Darevsky
Ilya Sergeevich Darevsky (ryska: Илья Сергеевич Даревский), född 18 december 1924 i Kiev, död 8 augusti 2009 i Sankt Petersburg, var en rysk zoolog och herpetolog.
Auktorsnamnet Darevsky kan användas för Ilya Darevsky i samband med ett vetenskapligt namn inom zoologin; se Wikipedia-artiklar som länkar till auktorsnamnet.